# Mimetismo locomotor
El mimetismo locomotor es un subtipo de mimetismo de tipo  batesiano en el cual los animales imitan los movimientos de otras especies no relacionadas para evitar a sus depredadores. Puede ser la imitación de una especie menos deseable o del depredador mismo. Puede ser una imitación de la forma de nadar, caminar o volar.
La compleja interacción entre mímicos, modelos y depredadores (a veces llamados observadores) puede ayudar a explicar semejanzas entre especies más allá de las ideas que emergen del análisis de anatomía comparada. En términos de movimiento en general, el mimetismo de movimiento continuo de especies que difieren anatómicamente de sus modelos puede aumentar el costo metabólico. Sin embargo, el beneficio de evitar la depredación supera al costo al proporcionarles mayor supervivencia.

## Mimetismo locomotor terrestre

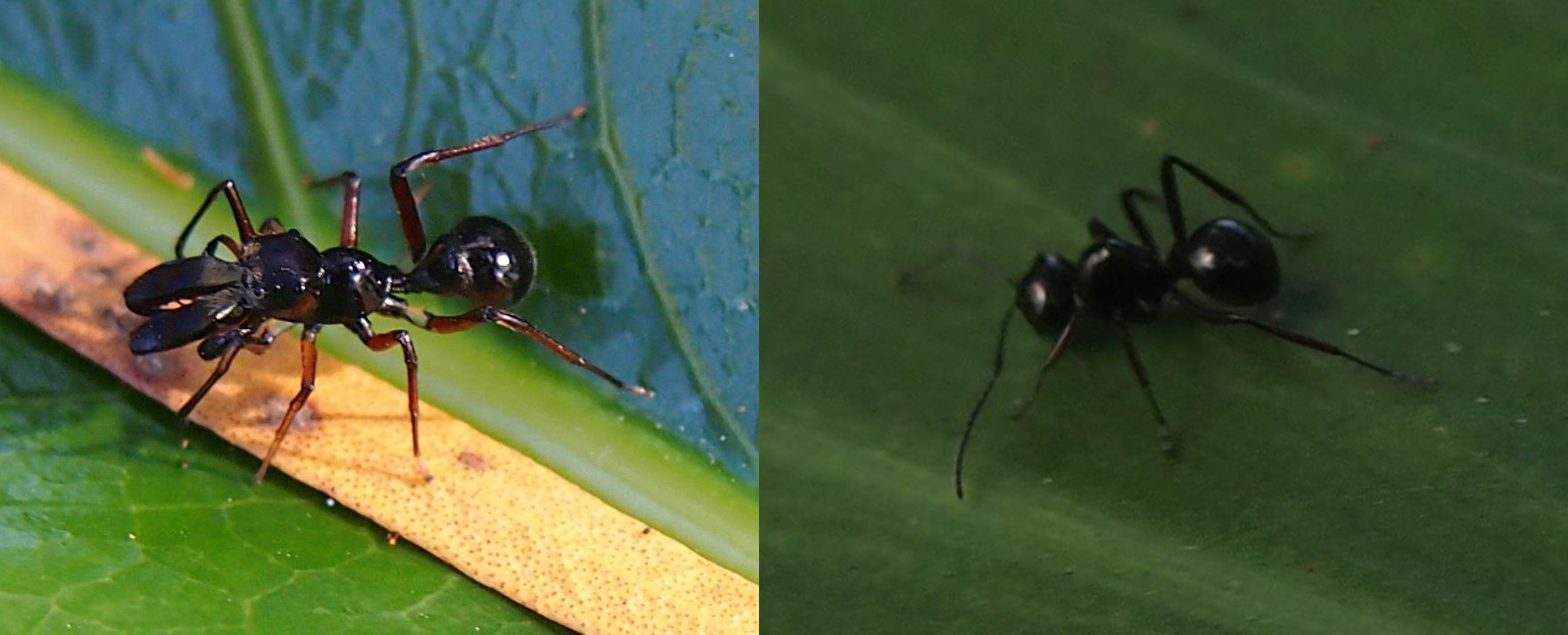
Araña mímica de las hormigas (Myrmarachne sp.) (izquierda) y una obrera de (Polyrhachis australis), la especie de hormiga imitada por la araña.

Una forma bien conocida de mimetismo locomotor terrestre se encuentra en las arañas que mimetizan hormigas. Las arañas saltadoras imitan las antenas y posturas de las hormigas. Las hormigas usadas como modelos tienen defensas químicas y agresividad que las arañas carecen, así este mimetismo les da cierta protección.
Algunas arañas saltarinas o saltadoras (Salticidae) imitan el movimiento zigzagueante de las hormigas, engañando así a posibles depredadores. Sin embargo, este es un ejemplo de mimetismo imperfecto porque las arañas exhiben este comportamiento en casos en que las hormigas no lo hacen así.
Antes se creía que estas arañas miméticas caminaban en seis patas en vez de ocho para usar las patas delanteras como antenas de hormigas. Sin embargo, observaciones ulteriores muestran que las arañas hacen esto solo cuando en reposo, lo que lleva a la conclusión de que hay un límite en los circuitos neurales que controlan movimientos que no les permite moverse solo en seis patas. El mimetismo antenal parece ser más efectivo cuando el depredador está muy cerca. 
Otro ejemplo de mimetismo locomotor terrestre se ve en polillas que imitan arañas saltarinas. Las polillas abren sus alas posteriores y las levantan sobre sus cuerpos. En esta posición se parecen a las patas de arañas saltarinas. Las polillas que imitan la apariencia y movimientos de las arañas sufren menos depredación. Las arañas hasta exhiben comportamiento sexual y territorial hacia los mímicos, indicando que las arañas confunden a las polillas con sus coespecíficas. Aun cuando las arañas finalmente comen a las polillas, el tiempo del primer ataque es muy demorado en comparación con presas no miméticas.

## Mimetismo locomotor aéreo
En las mariposas, se cree que su palatibilidad está relacionada con componentes del vuelo. En general las presas de vuelo rápido son más apetitosas. Esta característica ayudaría a los depredadores a identificar las presas más deseables. Los investigadores compararon el patrón de vuelo de mariposas apetitosas no miméticas y mariposas no apetitosas midiendo los cambios en vuelo direccional de cada especies. Se comprobó que las especies de mariposas apetitosas mímicas tenían un vuelo significativamente diferente al de las mariposas apetitosas no miméticas. Las mariposas apetitosas miméticas tenían vuelos similares al de sus modelos desagradables.
Otro ejemplo de mimetismo locomotor aéreo es el de la mosca Eristalis tenax y su modelo la abeja doméstica. En análisis de secuencia de vuelo, se encontró que la velocidad, trayectoria y tiempo flotando de E. tenax eran más similares a los de la abeja que a los de otras moscas relacionadas. Tanto la mosca como su modelo realizan bucles en su vuelo, algo desusado para las moscas que son buenos voladores. Una posible explicación de este comportamiento es que las moscas evitan ser atacadas por aves porque imitan a las abejas que poseen aguijón y veneno.

## Mimetismo locomotor de plantas
El pez pipa fantasma (Solenostomus) es capaz de confundirse con su ambiente debido a que su color y movimiento se asemejan a los de las plantas acuáticas. Realiza movimientos ondulatorios semejantes al movimiento de la vegetación acuática con el objeto de engañar a sus depredadores.